# Rue Philomène
Pour les articles homonymes, voir Philomène.
La rue Philomène (en néerlandais : Philomènestraat) est une rue bruxelloise de la commune de Schaerbeek qui va de la chaussée de Haecht à la rue des Coteaux en passant par la rue Josaphat, la rue Massaux et la rue Potagère.

## Histoire et description
La dénomination officielle de la rue était Philomèle, en référence au rossignol, mais l’usage populaire en a fait Philomène.
Le rossignol philomèle (Luscinia megarhynchos) habite la forêt, de préférence proche de l'eau, mais on peut le trouver aussi dans les jardins, les bosquets ou vergers. Son chant est des plus mélodieux mais aussi des plus complexes, on dit qu'il chante, gringotte, quiritte ou trille, de jour comme de nuit.
La numérotation des habitations va de 1 à 91 pour le côté impair et de 2 à 118 pour le côté pair.